# 엘리엇 매니지먼트 코퍼레이션
엘리엇 매니지먼트는 헤지펀드 업계 거물 폴 싱어가 1977년 창립해 현존하는 헤지펀드이다.